# Беспосадочный перелёт Минеральные Воды — Москва
Беспосадочный перелёт Минеральные Воды — Москва — беспосадочный перелёт, совершённый советскими лётчиками — А. И. Филиным и А. Ф. Ковальковым (специальный корреспондент газеты «Пионерская правда») на лёгком самолёте АИР-3, построенном в 1929 году в одном экземпляре. Самолёт носил имя «Пионерская правда», так как был построен на средства, собранные пионерами СССР.

## История

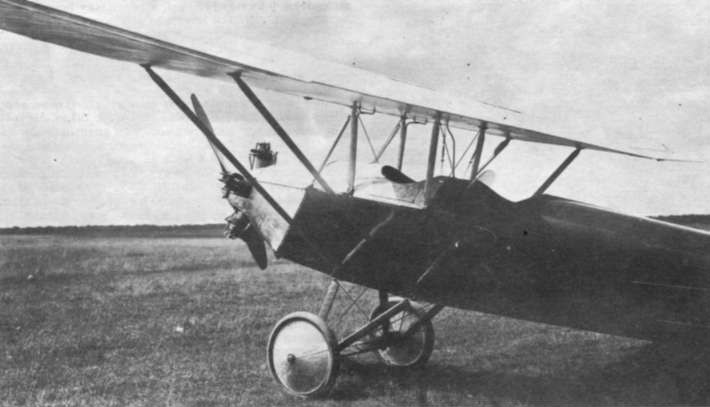
Самолёт АИР-3

6 сентября 1929 года лётчики — слушатель Академии им. Н. Е. Жуковского А. Филин и А. Ковальков (лётчик-наблюдатель) совершили перелёт Кавказские Минеральные Воды — Москва, установив два мировых рекорда для двухместных маломощных самолётов: дальности (1750 км за 10 часов 23 минуты) и скорости (170 км/час).
Как и в случае с рекордами самолёта АИР-1, достижения АИР-3 официально не регистрировались, так как СССР ещё не входил в Международную авиационную федерацию — FAI (Federation Aeronautique Internationale).

### Детали полёта
Летные испытания АИР-3 и последующие тренировочные полёты общей продолжительностью около 15 часов были закончены 17 августа.
Вечером 24 августа на Октябрьском (Ходынском) поле в Москве состоялся митинг. Всесоюзный слёт пионеров передавал самолёт АИР-3 Красному воздушному флоту. На трибуне выступали пионеры и Сергей Сергеевич Каменев — заместитель наркомвоенмора и председателя Реввоенсовета СССР. В это время в воздухе появился самолёт, на котором были видны надписи: с левого борта — «СССР-310», с правого — «Пионерская правда».
26 августа, в 4 часа утра, самолёт при запасе горючего на 14 часов поднялся с Московского аэродрома для беспосадочного полёта по маршруту Москва — Минеральные Воды. Погода была благоприятной и лётчики намеревались выполнить задание за 12 лётных часов. Однако из-за неисправности бензосистемы дважды произошла задержка (пришлось делать вынужденную посадку возле хутора Калиновка в 12 км от станции Кантемировка Воронежской области и в городе Шахты), поэтому в Минводы прибыли лишь 31 августа.
6 сентября, в 4 часа 7 минут, самолёт «Пионерская правда» с полностью заправленными баками вылетел из Минеральных Вод и через 10 часов 23 минуты полёта опустился на Московском аэродроме. Таким образом, без посадки, расстояние в 1750 километров было пройдено со средней скоростью 170 километров в час.

### Интересные факты
После тщательного осмотра самолёта и мотора в Москве, АИР-3 вылетел 29 сентября в Крым для обслуживания шестых Всесоюзных планерных состязаний. Несмотря на чрезвычайно неблагоприятные встречные и боковые ветры, лётчик Д. А. Кошиц и механик Б. Н. Подлесный прошли 1420 км за 10 часов 51 минуту лётного времени (с одной посадкой в Запорожье) и 30 сентября АИР-3 прибыл в Коктебель.